# Черепанов, Владимир Николаевич
Владимир Николаевич Черепанов — советский хозяйственный и государственный деятель, лауреат Государственной премии СССР за выдающиеся достижения в труде.

## Биография
Родился в 1930 году в Баку. Член КПСС.
В 1945—1960 годах — рабочий, слесарь на предприятиях города Казани.
В 1960—2000 годах — слесарь-инструментальщик Казанского медико-инструментального завода Министерства станкостроительной и инструментальной промышленности СССР / АО «Казанский медико-инструментальный завод».
За высокую эффективность и качество работы на основе изыскания и использования внутренних резервов был в составе коллектива удостоен Государственной премии СССР за выдающиеся достижения в труде 1980 года.
Умер в Казани в 2002 году.

## Награды
- Орден Ленина
- Орден Знак Почёта